# هورة
هورة أو هورا هي إحدى القرى اللبنانية من قرى قضاء مرجعيون في محافظة النبطية.

## عائلاتها
عائلة شلهوب